# Organização internacional

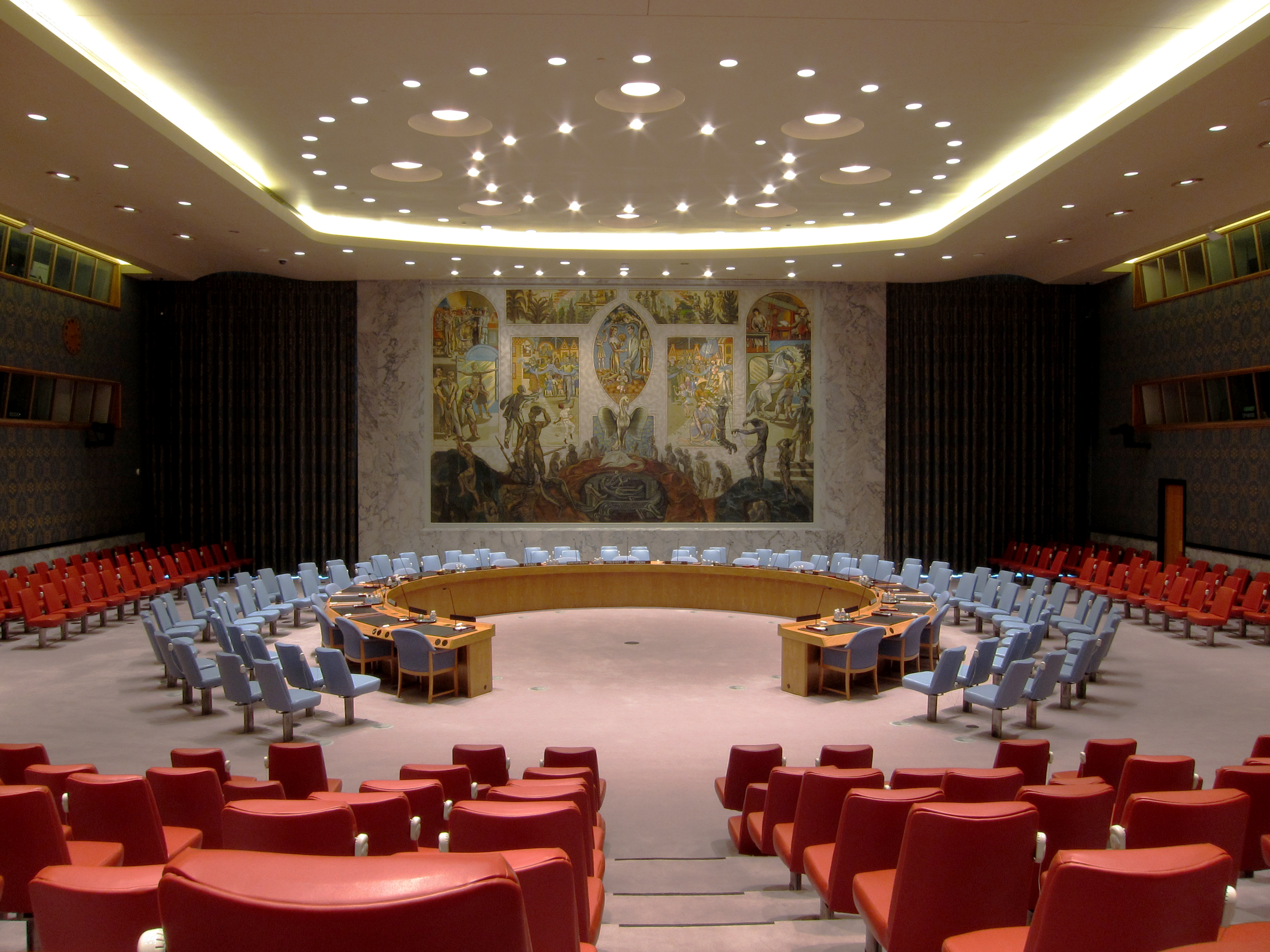
Sala do Conselho de Segurança da ONU, em Nova York.

Uma organização internacional (também conhecida como organismo internacional, instituição internacional ou organização intergovernamental) é uma estrutura instituição formal destinada a reger o comportamento dos estados soberanos e outros atores do sistema internacional. Transcendendo fronteiras nacionais, buscam promover a cooperação internacional em diversas áreas políticas com vista a melhoria das condições econômicas, políticas e sociais dos seus associados.
Normalmente são compostas por estados membros, embora também possam incluir outras entidades, como outras organizações internacionais. Além disso, entidades (incluindo estados) podem ter status de observadores.
Podem ser estabelecidas por um tratado ou ser um instrumento regido pelo direito internacional e dotado de personalidade jurídica própria, como a Organização das Nações Unidas, a Organização Mundial da Saúde e a Organização do Tratado do Atlântico Norte.
Dentre alguns exemplos notáveis estão as Nações Unidas, Organização para a Segurança e Cooperação na Europa, Banco de Compensações Internacionais, Conselho da Europa, Organização Internacional do Trabalho e Organização Internacional de Polícia Criminal.
Para seus defensores, como neoinstitucionalistas, as organizações internacionais teriam papel de definir a agenda internacional, proporcionando lugar para iniciativas e mediando as negociações políticas, bem como quais são as questões mais importantes e decidem quais questões podem ser agrupadas, assim, facilitando determinar a prioridade governamental ou de acordos governamentais.
Penguin Dictionary of International Relations classifica as organizações internacionais como sendo, na verdade, organizações intergovernamentais (IGOs), considerando as ONGs que atuam internacionalmente como organizações internacionais de outro tipo (as organizações internacionais não governamentais, um exemplo é a cruz vermelha) Contudo, juridicamente, as ONGs -ainda que atuem internacionalmente- são entidades entendidas como pessoas jurídicas de Direito Público Interno, e não de Direito Internacional, podendo, como qualquer empresa, atuar em vários países, assim como no Direito Privado Interno existe a Volkswagen do Brasil, a Volkswagen da Argentina e etc.

## Tipologia
As organizações internacionais divergem em finalidade, membresia e critérios de associação, podendo variar em objetivos e princípios que geralmente são descritos em tratados ou cartas constitutivas. Algumas organizações internacionais foram desenvolvidas para atender a necessidade de um fórum neutro de debate ou negociação para resolver disputas entre dois países ou mais. Algumas delas foram criada também visando o alcance de interesses comuns a várias nações, como a manutenção da paz por meio da resolução de conflitos, aprimoramento das relações internacionais, cooperação internacional em questões como proteção ambiental, direitos humanos, desenvolvimento social e  económico. Algumas organização são de abrangência diversificada (como as Nações Unidas), enquanto outras podem ter finalidades específicas (como a Interpol ou a União Internacional de Telecomunicações e outras organizações de padronização). Os tipos comuns incluem:
- Organizações mundiais ou globais cuja membresia é estendida a nações de todo o globo desde que determinados critérios internos sejam alcançados. Esta categoria inclui a Organização das Nações Unidas (ONU) e suas agências especializadas, a Organização Mundial da Saúde, a União Internacional de Telecomunicações (ITU), o Banco Mundial e o Fundo Monetário Internacional (FMI). Também inclui organizações intergovernamentais de atividade global que não são uma das agências especializadas do Sistema das Nações Unidas, incluindo a Conferência da Haia de Direito Internacional Privado, o Tribunal Penal Internacional e o Grupo Consultivo para Pesquisa Agrícola Internacional.
- Organizações culturais ou linguísticas são aquelas cuja membresia é estendida a nações que possuem determinado vínculo cultural, étnico ou histórico. Algumas das mais notórias deste tipo são a Comunidade das Nações (Commonwealth), Liga Árabe, Organização Internacional da Francofonia (OIF), Comunidade dos Países de Língua Portuguesa (CPLP), Organização para a Cooperação Islâmica e Comunidade dos Estados Independentes (CEI).
- Organizações econômicas são aquelas baseadas em objetivos de política macroeconômica como a expansão e promoção do livre comércio ou a redução de barreiras alfandegárias. Organização Mundial do Comércio, Fundo Monetário Internacional e o Banco Mundial são considerados as principais organizações internacionais neste sentido de atuação. Há ainda aquelas organizações cujo foco é o desenvolvimento internacional através da cooperação entre vários países que partilham as mesmas atividades econômicas, como a Organização dos Países Exportadores de Petróleo (OPEP) e a Organização para Cooperação e Desenvolvimento Econômico (OCDE).
- Organizações educacionais estão centradas na cooperação internacional voltada para o aprimoramento dos sistemas de ensino superior. A Universidade das Nações Unidas, por exemplo, estuda questões globais iminentes que comprometem o acesso à educação em vários dos Estados-membros da organização.
- Organizações regionais são aquelas cuja membresia é aberta a nações de um determinado continente ou região específica do mundo. Esta categoria inclui a Comunidade de Estados Latino-Americanos e Caribenhos (CLACS), Conselho da Europa (CoE), União Europeia (UE), União Econômica Eurasiática (EAEU), Organização do Tratado do Atlântico Norte (OTAN), Comunidade Económica dos Estados da África Ocidental (CEDEAO), Organização para a Segurança e Cooperação na Europa, União Africana (UA), Organização dos Estados Americanos (OEA), Associação das Nações do Sudeste Asiático (ASEAN), União de Nações Sul-Americanas, Fórum das Ilhas do Pacífico e Organização dos Estados do Caribe Oriental (OECS).

## Exemplos de organizações internacionais
| Organização das Nações Unidas Fundação: 1945 Sede: Nova Iorque Membresia: 193 Estados-membros Abrangência: Global                | União Europeia Fundação: 1957 Sede: Bruxelas Membresia: 27 Estados-membros Abrangência: Regional (Europa)              |
| Organização do Tratado do Atlântico Norte Fundação: 1949 Sede: Bruxelas Membresia: 30 Estados-membros Abrangência: Global        | Fundo Monetário Internacional Fundação: 1944 Sede: Washington, D.C. Membresia: 194 Estados-membros Abrangência: Global |
| Comunidade dos Países de Língua Portuguesa Fundação: 1996 Sede: Lisboa Membresia: 9 Estados-membros Abrangência: Global          | Organização Internacional da Francofonia Fundação: 1970 Sede: Paris Membresia: 54 Estados-membros Abrangência: Global  |
| União Africana Fundação: 2002 Sede: Adis Abeba Membresia: 54 Estados-membros Abrangência: Regional (África)                      | Conselho da Europa Fundação: 1949 Sede: Estrasburgo Membresia: 47 Estados-membros Abrangência: Regional (Europa)       |
| Associação de Nações do Sudeste Asiático Fundação: 1967 Sede: Jacarta Membresia: 10 Estados-membros Abrangência: Regional (Ásia) | Mercado Comum do Sul Fundação: 1991 Sede: Montevidéu Membresia: 5 Estados-membros Abrangência: Regional (América)      |
| Organização dos Países Exportadores de Petróleo Fundação: 1960 Sede: Viena Membresia: 13 Estados-membros Abrangência: Global     | Cooperação Econômica Ásia-Pacífico Fundação: 1989 Sede: Singapura Membresia: 21 Estados-membros Abrangência: Global    |